# Adrien Agreste
Adrien Agreste a Thomas Astruc által készített Miraculous – Katicabogár és Fekete Macska kalandjai animációs sorozat férfi főszereplője. Egy francia tizenéves diákként ábrázolják, aki élete nagy részében magántanuló volt, és egyben modellként is dolgozik apjának, Gabriel Agreste-nek, egy híres divattervezőnek, aki Adriennel távolságtartó és érzelmileg bántalmazó kapcsolatban áll. Miután átmegy egy próbán, Adrien egy Miraculousnak nevezett mágikus tárgy („talizmán”) birtokosa lesz, amellyel Fekete Macska (Chat Noir) nevű szuperhőssé tud alakulni, akinek fő képessége a pusztítás. Szuperhősként Párizst védelmezi társával, Katicabogárral (Ladybug) együtt, aki iránt hamarosan érzelmeket táplál, és aki valójában osztálytársa, Marinette Dupain-Cheng (bár egymás civil személyazonosságát nem ismerik).
Adrient olyan karakternek alkották meg, aki mindenki számára szimpatikus, sok jó tulajdonsággal rendelkezik és képes ösztönzőleg hatni a nézőkre. Ami szuperhős identitását illeti, mivel Katicabogár karaktere a szerencséhez kötődik, Thomas Astruc úgy döntött, hogy Chat Noir-nak a balszerencséhez kapcsolódó képességei lesznek, így egy fekete macskához társította. A kritikusok nagyszerű, érdekes és szerethető karakterként jellemzik őt. Marinette-tel való kapcsolatáról elismerően nyilatkoztak, mind civil, mind pedig szuperhős formájukban.
Mint főszereplő, Adrien megjelenik a sorozat minden epizódjában, továbbá a különkiadásokban és a Miraculous számítógépes játékokban is, és számos általa ihletett árucikk (például akciófigurák, kiegészítők, ruházati cikkek) is készült.

## A karakter megalkotása
Thomas Astruc, a sorozat készítője azt állította, hogy egy fiatalkori romantikus kapcsolata ihlette a főszereplők megalkotásában. 2004 körül egy animácós stúdióban dolgozott a Witch Disney-sorozaton, és volt egy hölgy kollegája, aki katicabogaras pólót viselt. Mivel Astruc kiskorától fogva rajongott a szuperhősös képregényekért, mintázott róla egy katicabogár-témájú szuperhőst, majd egész univerzumot épített köréje, hősökkel és szupergonoszokkal. Mivel a katicabogarak a szerencsét jelképezik, társaként egy állítólag balszerencsét hozó állatot, egy fekete macska-témájú szuperhőst képzelt el.
Jeremy Zag producer fantáziát látott az ötletben, így a Toei Animation közreműködésével készítettek egy anime-stílusú próbaepizódot, amelyben a fiú főszereplőt Félixnek hívták és rideg, távolságtartó, dölyfös jellem volt. A Fekete Macska szuperhős-személyiséggel való ellentét jól működött, azonban nem tette lehetővé, hogy hosszú távon nagyszerű történeteket építsenek rá. Ezért elvetették az ötletet, és a végső, CGI sorozathoz létrehozták helyette Adrien Agreste karakterét. Astruc szerint azt szerették volna, hogy Adrien egy modern „mesebeli királyfi” legyen: jóképű, okos, bátor, akibe mindenki természetes módon beleszeret, ugyanakkor nagyon érzékeny. Bár Adrien lehetett volna egy tipikusan ellenszenves karakter, mivel gazdag családból származik és modell, ehelyett ártatlannak, gondoskodónak és kedvesnek ábrázolták. A karaktert részben Catwomanről mintázták.
Családneve, az Agreste a barna szemeslepke francia neve.

## Szerepe

### Civilként
Adrien Agreste a Miraculous sorozat fiú főszereplője, egy Párizsban élő francia iskolás, aki gazdag családból származik. Apja, Gabriel Agreste neves divattervező, akinek Adrien modellként dolgozik, így a városban rendkívüli népszerűségre és ismertségre tesz szert. Édesanyja, Emilie eltűnt; Adriennel Gabriel asszisztense, Nathalie Sancoeur foglalkozik, és van egy testőre is. Adrien apja úgy tartotta, hogy az a legbiztonságosabb, ha Adrien soha nem hagyja el az Agreste-villát; a fiú élete így végtelen magánórák, vívóleckék, és apja divatcégének gyermekmodelleként való fellépések csapdájában telt.
Bár élete nagy részében magántanuló volt, egy napon Adrien mégis úgy dönt, hogy állami iskolába fog járni, mert barátokat akar szerezni. Adrien lesz a legnépszerűbb fiú az iskolában, és két osztálytársa, Marinette és Chloé különösen versengenek a szívéért. Ő azonban szerény, zárkózott, meglehetősen félénk és bizonytalan marad: ez főként az apjával való nehéz kapcsolatának köszönhető, továbbá annak, hogy mindig védelmezték: soha nem járt iskolába, és soha nem voltak igazi barátai. Amint azonban beilleszkedik az osztályba, Adrien nagylelkűnek, kedvesnek és segítőkésznek mutatkozik mindenkivel. Legjobb barátja Nino Lahiffe.
Adrien a történet kezdetekor 13 éves, az első évadban pedig 14 lesz.

### Küldetésének kezdete
Miközben az iskola felé tart, észrevesz egy idős férfit amint elesik, és felajánlja neki segítségét. Adrien akkor még nem tudja, hogy a férfi Fu mester, a Miraculous talizmánok őrzője, és ez csak egy teszt volt, hogy kiderüljön, megérdemli-e hogy szuperhős legyen. Adrien kedves gesztusa miatt (továbbá mert olyan aranyos, mint egy cica) Fu mester úgy dönt, hogy rábízza a Fekete Macska Miraculous-gyűrűt. Mikor Adrien hazaérve kinyitja a gyűrűt tartalmazó dobozt, megjelenik egy fekete macskaszerű kwami, aki Plagg néven mutatkozik be. A gyűrű viselésekor Adrien szuperhőssé tud változni Plagg erejének segítségével, és Fekete Macskának nevezi magát.
Nem sokkal ezután találkozik új szuperhős társával, Katicabogárral, akibe rögtön beleszeret. Katicabogár valójában Marinette Dupain-Cheng, Adrien osztálytársa, aki reménytelenül bele van zúgva Adrienbe, és nem értékeli Fekete Macska közeledését. Azonban egymás szuperhős-azonosságát nem ismerhetik, így sosem derül ki, hogy civilben valójában osztálytársak. Fekete Macska és Katicabogár célja, hogy megvédjék Párizst egy Halálfej (Le Papillon) nevű szupergonosztól, aki képes az emberekre erőszakolni az akaratát, és így akarja megszerezni Fekete Macska és Katica talizmánjait, hogy saját célokra használja fel. Valójában ő Adrien apja, Gabriel Agreste, de személyazonosságát a szuperhős-duó nem ismeri (és ő sem tudja, hogy Fekete Macska az ő fiának alteregója).

### Szuperhősként
Adrien kwamija Plagg, aki a gyűrűnek köszönhetően Fekete Macskává tudja változtatni őt. Kettejük kapcsolata eléggé zűrös: Adrient gyakran frusztrálja Plagg lustasága és fásultsága, aki ráadásul szereti őt ugratni és lekicsinyelni az eredményeit. Plagg imádja a camembert sajtot, amit azért kell ennie, hogy „feltöltődjön” az átalakulás után.
Szuperhősként a szupererő és mozgékonyság mellett Adrien olyan tipikus macskaképességekre is szert tesz, mint az éjjeli látás és az éles hallás. Fő fegyvere egy kihúzható bot, amelyet kardként használ a harcban, hogy lecsapjon az ellenségre, kivédje az ütéseiket, és Párizs egyik épületéről a másikra ugorjon. Fő ereje azonban a Macskajaj (Cataclysme), a gyűrű által élesített erő, amely lehetővé teszi számára, hogy bármit elpusztítson, amihez hozzáér. Míg a Katicabogár teremtő ereje gyors és gyakorlatias gondolkodást igényel, addig a Macskajaj együttérzést, bölcsességet és kegyelmet követel a hatékony használatához: bármit vagy bárkit elpusztíthat egy érintéssel, így nagyfokú óvatosság szükséges, és soha nem kerülhet rossz kezekbe. A Macskajaj csak egyszer használható: miután megidézte, Fekete Macskának öt perce van, mielőtt visszaváltozik Adrienné. Katicabogárral ellentétben nem tudja helyrehozni a szupergonoszok által végzett rombolást, így mindig szüksége van társa jelenlétére.
Marinette-éhez hasonlóan Adrien személyisége is megváltozik, amikor átalakul Fekete Macskává. Titkos személyazonossága lehetőséget ad neki, hogy felgyülemlett energiáit felszabadítsa, és kitörjön apja irányító kezei alól: megtapasztalhatja az áhított szabadságot, így önelégültebb, gátlástalanabb és romantikusabb lesz a szokásos visszafogott és szerény személyisége helyett, különösen mikor Katicával flörtöl, akibe szerelmes, és akit mindig megpróbál lenyűgözni. A rosszfiúkkal szemben arrogánsabb és szarkasztikusabb mint Katicabogár, szeret viccelődni, de amikor harcra kerül sor, soha nem hátrál meg.
Bár Fekete Macskaként mindig ugyanúgy néz ki, Adrien tetszőlegesen meg tudja változtatni szuperhős-megjelenését és ruházatát, mint az kiderül a Kuro Neko epizódból. A fekete macska-talizmánon kívül Adrien rövidebb időszakokig másokat is birtokolt és használt: a katicabogár, kígyó, nyúl talizmánokat.

### Kapcsolata Katicával
A sorozat eredeti címe Miraculous Ladybug volt, vagyis a lány karaktert jelölte meg főhősként, Fekete Macska pedig egy mellékszereplő és lehetséges romantikus partner lett volna. Azonban a készítők végül úgy döntöttek, hogy Fekete Macska Katicabogárral egyenértékű főszereplő lesz. Ennek ellenére szuperhősként nincs valódi egyenrangúság köztük, Katica a fő és irányító karakter, és ezt Thomas Astruc, a készítő is megerősítette. Katicabogárnak több képessége van, több önálló képernyőidővel rendelkezik, több ismerete van az egész Miraculous-világról, partnerével sokszor lekezelően viselkedik. Fekete Macskának nincs jelentős adottsága, kreativitása vagy tudása; szerepe általában az, hogy Katicabogár kéréseit végrehajtsa, elterelje a gonosztevők figyelmét, vagy feláldozza magát. Számos alkalommal kudarcot vall, társa pedig végig önállóan kell dolgozzon. Az összefoglalók általában csatlósként (acolyte) jellemzik Fekete Macskát.
A két szereplő közötti romantikus dinamika nagyban hozzájárul a Miraculous Ladybug drámai és komikus hangulatához. Civilként Marinette bele van zúgva Adrienbe, félénksége miatt azonban nem tudja ezt bevallani, míg Adrien csak jó barátként tekint rá. Szuperhősként Fekete Macska szerelmes Katicabogárba, azonban a lány elutasítja a flörtölést, és csak hűséges társnak látja. Egyiküknek sincs fogalma a másik valódi kilétéről, így a sorozat két személlyel hoz létre egy „szerelmi négyszöget”. A szerelmi dinamikában megtalálható a tisztelet is: amikor Fekete Macska flörtöl Katicabogárral, soha nem lépi túl a lány komfortzónáját és tiszteletben tartja személyes határait.

## A mozifilmben
Adrien Agreste (és Fekete Macska alteregója) megjelenik a Miraculous mozifilmben is, és bár számos dologban hasonlít a sorozatbeli karakterhez, néhány számottevő különbség is van:
- A filmben Adrien nem dolgozik modellként apja divatcégének
- A filmben édesanyja halála sokkal jobban megviselte Adrient, és melankolikus, magányos karakterként ábrázolják
- A filmben Katicabogár és Fekete Macska teljesen egyenrangúak és együtt oldanak meg mindent (Fekete Macska nem szorul háttérbe, mint a sorozatban)
- A filmben Fekete Macska okozza a szupergonosz bukását (ellentétben a sorozattal, ahol Katicabogár győzi le)
- A filmben Katicabogár és Fekete Macska megtudja egymás civil személyazonosságát (ellentétben a sorozattal)

## Fogadtatása
Adrien Agreste karaktere pozitív bírálatokat kapott, és „ikonikus”, „rokonszenves” szereplőként jellemezték. Egy kritikus szerint Adrien Agreste karaktere nélkülözhetetlen a sorozat által megragadott átfogó varázshoz, a romantikus dinamika pedig nagyban hozzájárul a drámai és komikus hangulathoz. Fekete Macska és Katicabogár kiváló duót alkotnak, a közöttük levő kémia a sorozat egyik csúcspontja, és az egyik olyan tényező, amely vonzza a nézőket a sorozathoz.
Számos általa ihletett árucikk készült, például akciófigurák, kiegészítők, ruházati cikkek. 2018-ban életnagyságú viaszfiguráját állították ki a Musée Grévinben.